# هولي وستون
هولي وستون (بالإنجليزية: Holly Weston)‏ هي ممثلة بريطانية، ولدت في 30 أغسطس 1985 في المملكة المتحدة.

## وصلات خارجية
- هولي وستون على موقع IMDb (الإنجليزية)
- هولي وستون على موقع قاعدة بيانات الفيلم (الإنجليزية)